# Кріау (станція метро)
48°12′53″ пн. ш. 16°24′49″ сх. д. / 48.2147° пн. ш. 16.4137° сх. д.
«Кріау» (нім. Krieau) — станція Віденського метрополітену, розміщена на лінії U2 між станціями «Штадіон» і «Мессе-Пратер». Відкрита 10 травня 2008 року у складі дільниці «Шоттен-ринг» — «Штадіон».
Розташована в 2-му районі Відня (Леопольдштадт).